# Kentaro Sato (football)
Pour le compositeur, voir Kentaro Sato.
Kentaro Sato (佐藤 健太郎, Sato Kentaro) est un footballeur japonais né le 14 août 1984. Il évolue au poste de milieu de terrain.

## Biographie
Kentaro Sato commence sa carrière professionnelle au Montedio Yamagata. En 2012, il rejoint les rangs du JEF United Ichihara Chiba.